# 10:35
10:35 è un singolo del DJ olandese Tiësto, pubblicato il 3 novembre 2022 come sesto estratto dall'ottavo album in studio Drive.
Il brano vede la partecipazione della cantante canadese Tate McRae.

## Classifiche

### Classifiche settimanali
| Classifica (2022-23) | Posizione massima |
| -------------------- | ----------------- |
| Australia            | 13                |
| Austria              | 10                |
| Belgio (Fiandre)     | 23                |
| Belgio (Vallonia)    | 11                |
| Bielorussia          | 129               |
| Canada               | 18                |
| Danimarca            | 16                |
| Estonia              | 1                 |
| Francia              | 57                |
| Germania             | 11                |
| Grecia               | 49                |
| Irlanda              | 5                 |
| Islanda              | 17                |
| Kazakistan           | 160               |
| Libano               | 9                 |
| Lituania             | 15                |
| Lussemburgo          | 19                |
| Norvegia             | 19                |
| Nuova Zelanda        | 29                |
| Paesi Bassi          | 16                |
| Polonia              | 48                |
| Portogallo           | 113               |
| Regno Unito          | 8                 |
| Repubblica Ceca      | 44                |
| Russia               | 65                |
| Slovacchia           | 21                |
| Stati Uniti          | 69                |
| Svezia               | 40                |
| Svizzera             | 13                |
| Ungheria             | 28                |

### Classifiche di fine anno
| Classifica (2023) | Posizione |
| ----------------- | --------- |
| Australia         | 25        |
| Austria           | 33        |
| Canada            | 41        |
| Danimarca         | 77        |
| Estonia           | 28        |
| Germania          | 39        |
| Paesi Bassi       | 61        |
| Regno Unito       | 37        |
| Svizzera          | 45        |